# Cladastomum robustum
Cladastomum robustum är en bladmossart som beskrevs av Brotherus 1924. Cladastomum robustum ingår i släktet Cladastomum och familjen Ditrichaceae. Inga underarter finns listade i Catalogue of Life.